# Sylvia Steiner
Sylvia Helena de Figueiredo Steiner (née le 19 janvier 1953) est une juge brésilienne qui est membre de la Cour pénale internationale de 2003 à 2016,.

## Carrière
Steiner est diplômée de la faculté de droit de l'Université de São Paulo et étudie ensuite à l'Université de Brasilia. Elle est procureure fédérale de 1982 à 1995 à São Paulo. En 1995, elle est nommée juge du Tribunal Fédéral de la 3e région, dont le siège est à São Paulo.
Steiner est membre de la délégation brésilienne à la Commission préparatoire de la Cour pénale internationale de 1999 à 2002. Elle est également membre du Groupe de travail officiel sur la mise en œuvre du Statut de Rome en 2003, au Brésil.

## Juge à la Cour pénale internationale, 2003-2016
Entre 2005 et 2016, Steiner préside la chambre de première instance dans l’affaire Jean-Pierre Bemba, la première affaire dans laquelle la CPI juge un haut fonctionnaire directement responsable des crimes de ses subordonnés, ainsi que la première à se concentrer principalement sur les crimes de violence sexuelle commis en temps de guerre. Elle quitte le tribunal en 2016 et le jugement Bemba est annulé en appel, et donne lieu à une demande d’indemnisation de la part de l’accusé au motif que la mauvaise gestion du procès a contribué à une erreur judiciaire.